# Mark L. Taylor
Mark Lawrence Taylor, född 25 oktober 1950 i Houston, Texas, är en amerikansk skådespelare och röstskådespelare som är känd för att ha haft roller i filmerna 24-timmarsjakten, Älskling, jag krympte barnen, Imse vimse spindel och High School Musical 2 samt i TV-serierna Superman och Masken.